# Esther Ralston
Esther Ralston, nata Esther Worth (Bar Harbor, 17 settembre 1902 – Ventura, 14 gennaio 1994), è stata un'attrice statunitense.
Fece il suo debutto sullo schermo giovanissima (aveva tredici anni), in un ruolo di angelo, in The Deep Purple, un film interpretato da Clara Kimball Young e prodotto dalla Peerless, una casa di produzione per la quale, all'epoca, lavorava suo padre come stuntman e addestratore di animali.

## Filmografia
- The Deep Purple, regia di James Young (1915)
- The Doctor and the Woman, regia di Phillips Smalley e Lois Weber (1918)
- Preferisco mio marito (For Husbands Only), regia di Phillips Smalley, Lois Weber (1918)
- Huckleberry Finn, regia di William Desmond Taylor (1920)
- The Peddler of Lies, regia di William C. Dowlan (1920)
- Dangerous to Men, regia di William C. Dowlan (1920)
- The Butterfly Man, regia di Louis J. Gasnier, Ida May Park (1920)
- Whispering Devils, regia di Harry Garson e John M. Voshell (1920)
- To Please One Woman, regia di Lois Weber (1920)
- Il monello (The Kid), regia di Charlie Chaplin (1921)
- What Do Men Want?, regia di Lois Weber (1921)
- Crossing Trails, regia di Clifford Smith (1921)
- The Good Black Sheep, regia di Clifford Smith (1921)
- The Further Adventures of Yorke Norroy, regia di Duke Worne (1922)
- Daring Danger, regia di Clifford Smith (1922)
- Unmasked, regia di Nat Ross (1922)
- Dead Game, regia di Edward Laemmle e Nat Ross (1922)
- Come Clean, regia di Robert N. Bradbury (1922)
- Tracked Down, regia di Nat Ross (1922)
- The Gypsy Trail, regia di Hugh Hoffman (1922)
- Remembrance, regia di Rupert Hughes (1922)
- Pals of the West
- Youth to Youth, regia di Émile Chautard (1922)
- The Lone Hand, regia di B. Reeves Eason (1922)
- Oliviero Twist (Oliver Twist ), regia di Frank Lloyd (1922)
- Timberland Treachery
- Kings of the Forest, regia di Duke Worne (1922)
- Pure and Simple (1922)
- The Prisoner, regia di Jack Conway (1923)
- The Phantom Fortune, regia di Robert F. Hill (1923)
- Under Secret Orders, regia di Duke Worne (1923)
- Railroaded
- The Victor, regia di Edward Laemmle (1923)
- Blinky, regia di Edward Sedgwick (1923)
- The Wild Party, regia di Herbert Blaché (1923)
- The Rivals, regia di William Watson (1923)
- Pure Grit
- Jack O'Clubs, regia di Robert F. Hill (1924)
- Matrimonio in quattro (The Marriage Circle), regia di Ernst Lubitsch (1924)
- Winning His Way, regia di Erle C. Kenton (1924)
- Fight and Win
- The Heart Buster
- A Society Knockout, regia di Jess Robbins (1924)
- All's Swell on the Ocean
- The Title Holder
- Wolves of the North
- K.O. for Cupid (1924)
- $50,000 Reward, regia di Clifford S. Elfelt
- Peter Pan, regia di Herbert Brenon (1924)
- The Goose Hangs High, regia di James Cruze (1925)
- The Little French Girl, regia di Herbert Brenon (1925)
- Beggar on Horseback, regia di James Cruze (1925)
- Il bolide n. 13 (The Lucky Devil), regia di Frank Tuttle (1925)
- The Trouble with Wives, regia di Malcolm St. Clair (1925)
- The Best People
- A Kiss for Cinderella, regia di Herbert Brenon (1925)
- Womanhandled, regia di Gregory La Cava (1925)
- The American Venus, regia di Frank Tuttle (1926)
- The Blind Goddess, regia di Victor Fleming (1926)
- Foot-Ball (The Quarterback), regia di Fred C. Newmeyer (1926)
- Old Ironsides, regia di James Cruze (1926)
- Fashions for Women, regia di Frank Tuttle (1927)
- I figli del divorzio (Children of Divorce), regia di Frank Lloyd e Josef von Sternberg (1927)
- Ten Modern Commandments, regia di Dorothy Arzner (1927)
- Figures Don't Lie, regia di A. Edward Sutherland (1927)
- The Spotlight, regia di Frank Tuttle (1927)
- Guardie... arrestatemi! (Love and Learn), regia di Frank Tuttle (1928)
- La casa del terrore (Something Always Happens), regia di Frank Tuttle (1928)
- Sawdust Paradise, regia di Luther Reed (1928)
- Naufraghi dell'amore (Half a Bride), regia di Gregory La Cava (1928)
- Romanzo d'amore (The case of Lena Smith), regia di Josef von Sternberg (1929)
- Tradimento (Betrayal), regia di Lewis Milestone (1929)
- The Wheel of Life, regia di Victor Schertzinger (1929)
- The Mighty, regia di John Cromwell (1929)
- Lonely Wives, regia di Russell Mack (1931)
- Sadie McKee, regia di Clarence Brown (1934)